# Вігодарцере
Вігодарцере, Віґодарцере (італ. Vigodarzere, вен. Vigodarzare) — муніципалітет в Італії, у регіоні Венето, провінція Падуя.
Вігодарцере розташоване на відстані близько 400 км на північ від Рима, 36 км на захід від Венеції, 5 км на північ від Падуї.
Населення — 13 001 особа (2014).

## Демографія
Населення за роками:

Станом на 1 січня 2023 року в муніципалітеті офіційно проживало 1200 іноземців з 44 країн, серед них 638 громадян країн Євросоюзу та 22 громадяни України.

## Сусідні муніципалітети
- Кадонеге
- Камподарсего
- Куртароло
- Лімена
- Падуя
- Сан-Джорджо-делле-Пертіке